# Stalowa Wola Rozwadów Towarowa
Stalowa Wola Rozwadów Towarowa – stacja towarowa w Stalowej Woli, w dzielnicy Rozwadów, w województwie podkarpackim, w Polsce. Znajduje się ok. 1 km na północ od stacji Stalowa Wola Rozwadów. Nigdy nie posiadała peronów. Budynki stacyjne używanie do dziś, zgodnie ze swoim przeznaczeniem, przez PKP Cargo oraz PKP Polskie Linie Kolejowe. Stacja posiada nastawnię od strony południowej oraz semafory zarówno świetle jak i kształtowe. Na stacji znajdują się także nieczynna i zdewastowana lokomotywownia oraz nieużywana wieża wodna. Na stacji ma swój koniec łącznica 565 między liniami 68 oraz 74, będąca obwodnicą kolejową Stalowej Woli, pozwalająca na jazdę od strony Lublina w kierunku Ocic bez zmiany kierunku jazdy na stacji Stalowa Wola Rozwadów.